# Grün Albert
Dr. Grün Albert (Borsaújfalu, 1906. december 26. – Dachau, 1945. március 15.) magyar rabbi és sémi filológus.

## Élete

### Származása
1906. december 26-án született a Kolozs megyei Borsaújfaluban Grün Lázár és Katz Gizella gyermekeként. Apja ortopéd cipész volt, aki 1908-ban önállósította magát Beregszászon. A család 1913-ig élt itt, ekkor Sárospatakra költöztek. Apja részt vett az első világháborúban.

### Tanulmányai
1921-ben lett a budapesti Ferenc József Országos Rabbiképző Intézet tanulója. Fiatal kora ellenére kitűnt kiváló szónoki képességével, gyakran kérték fel különféle beszédek megtartására.
1927-től 1931-ig a Budapesti Királyi Magyar Pázmány Péter Tudományegyetem Bölcsészettudományi Karán folytatott tanulmányokat sémi filológia szakon. Doktori értekezését Jób könyvének egy kommentártöredékéről írta, mely a Kairói geniza részét képezte. A töredék a második világháború után eltűnt, tartalmát tehát egyedül ebből a munkából ismerjük.

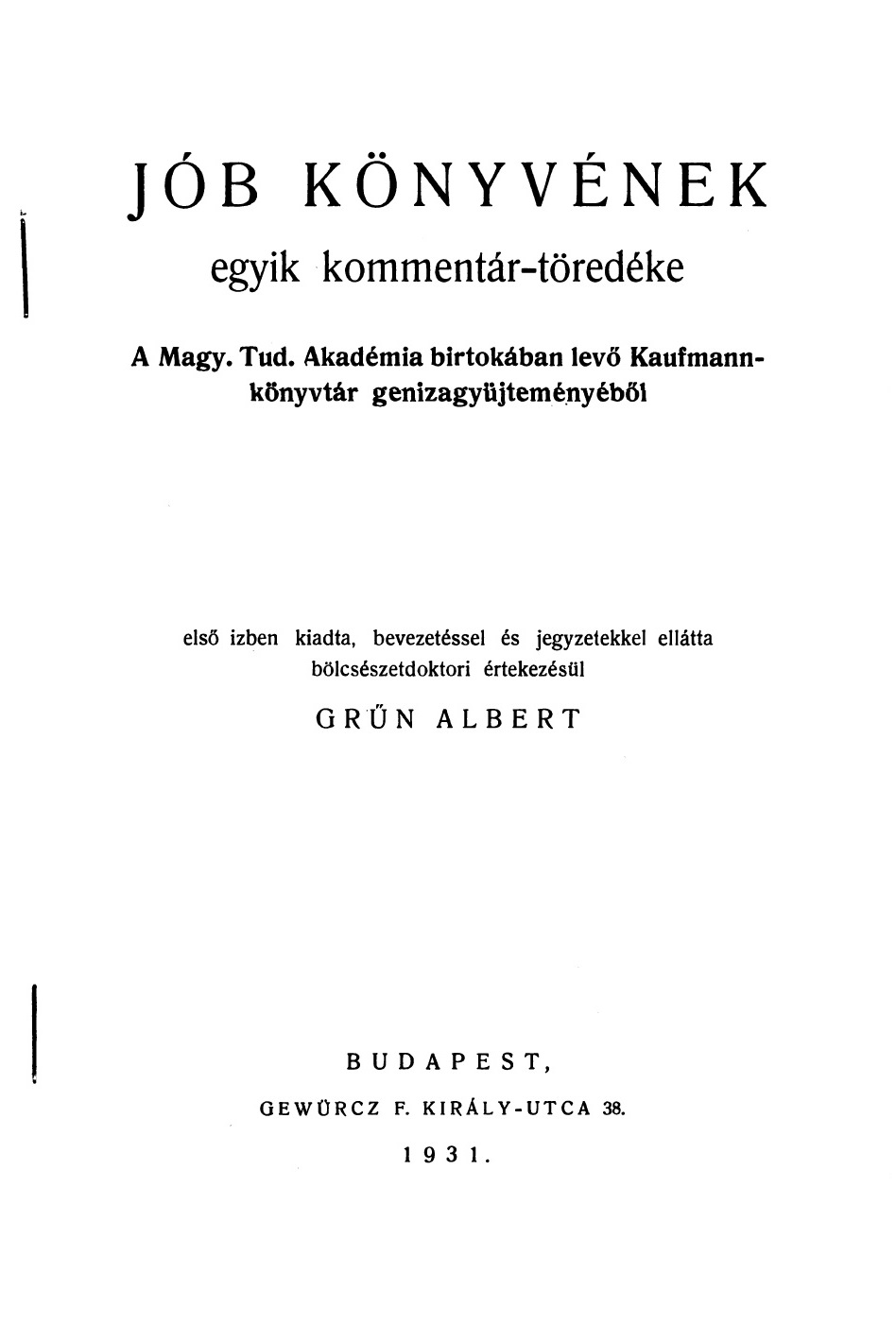
A Jób könyvének egyik kommentár-töredéke 1931-es kiadása.

### Rabbisága
1934-ben avatták rabbivá és még ebben az évben a frissen megalakult ercsi-dunapentelei izraelita anyakönyvi kerület főrabbijává választották. Miután 1911-ben Mandel Sámuel elhagyta a települést, az ercsi rabbi pozíciója több mint huszonkét évig üres volt.

A nagy kiterjedésű, ercsi központú kerülethez 12 település, 190 család és mintegy 600 lakos tartozott. A kerülethez tartozó nagyobb hitközségek Ercsi és Dunapentele mellett Adony, Érd és Rácalmás voltak.
"A kisebb szórványok lakói számára rendszeresen körleveleket állított össze többek között az ünnepekre történő felkészülés jegyében. [...] A lelki gondozást fontos feladatának tartotta, sokat volt úton, látogatta a családokat, így rabbisága alatt emelkedett a zsinagógába járók száma. Kiemelten foglalkozott a gyerekekkel. A hitoktatásnak nagy jelentőséget tulajdonított. Főként iskolás gyerekekből templomi énekkart alakított. Télen kultúresteket szervezett."

### A holokauszt alatt
1944. június elején Ercsi zsidó lakosságával együtt a székesfehérvári Szabó-téglagyárba szállították. Innen június 14-én deportálták Auschwitzba. Megjárta a echterdingeni munkatábort, a buchenwaldi és a dachaui koncentrációs tábort. Itt halt meg 1945. március 15-én. 38 éves volt.

### Családja
1934-ben vette feleségül Schvitzer Máriát (1911-1944). Egy gyermekük született, Grün Lívia Gizella (Lili) (1935-1944).

## Művei
- Grün Albert (1931): Jób könyvének egyik kommentár-töredéke a Magyar Tudományos Akadémia birtokában lévő Kaufmann-könyvtár genizagyűjteményéből. Budapest: Gewürcz Nyomda
- Grün Albert (1931): The Story of Bible Translations. Budapest: Gewürcz Nyomda